# Братството
„Братството“ (на английски: The Skulls) е американски трилър от 2000 г. на режисьора Роб Коен, с участието на Джошуа Джаксън, Пол Уокър и Лесли Биб. След първия филм излиза две продължения – „Братството 2“ и „Братството 3“, които излизат съответно през 2002 г. и 2004 г.